# Карри, Филип
Филип Джон Карри (англ. Philip John Currie; род. 13 марта 1949, Брамптон, Онтарио) — канадский палеонтолог, один из создателей и куратор отдела динозавров Королевского Тиррелловского палеонтологического музея, автор названий более 25 таксонов. Член Королевского общества Канады и Королевского канадского географического общества, кавалер Ордена отличия Альберты.

## Биография
Филип Карри родился в 1949 году в Брамптоне (Онтарио) в семье Роберта и Эстер Карри, став старшим из их четырёх сыновей. Позже семья переехала в Оквилл. Уже в детстве начал интересоваться палеонтологией в целом и динозаврами в частности (начало этому интересу положили фигурка динозавра, найденная в шесть лет в коробке с хлопьями к завтраку, и обломки известняка с отпечатками древних морских организмов, которые попадались мальчику на берегу озера Онтарио).
Поступив в Торонтский университет, Карри в 1972 году получил первую степень по зоологии. В том же году он женился и вместе с женой переехал в Монреаль, где продолжил обучение в Университете Макгилла по специальности «палеонтология позвоночных». Его научным руководителем в это время был известный канадский палеонтолог Роберт Кэрролл. Карри совмещал учёбу с работой лаборантом и техником в университетском музее Редпат и воспитанием двух сыновей — Тарла и Девина.
После получения второй степени Карри продолжил учёбу на доктора философии, но прервал её, когда открылась возможность занять место куратора палеонтологического отдела в музее в Эдмонтоне (ныне Королевский музей Альберты). В 1976 году Карри переехал с семьёй в Эдмонтон, где заочно окончил третью степень в Университете Макгилла. В Эдмонтоне у него родился третий сын, Бретт. За пять лет коллекция окаменелостей музея разрослась настолько, что возникла необходимость в выделении её в самостоятельную экспозицию, и в 1981 году Карри стал вице-председателем организационного комитета будущего Королевского Тиррелловского палеонтологического музея. Когда музей, расположенный рядом с Драмхеллером (Альберта), открылся для посетителей в 1985 году, Карри занял в нём пост заместителя директора по коллекциям и исследованиям, а затем возглавил программу исследований динозавров. Работу в музее он совмещал с продолжением собственных полевых исследований и должностью профессора-адъюнкта в Университете Калгари.
В 1991 году Филип Карри развёлся со своей первой женой Марлен, но в 1998 году женился вторично — на палеоботанике Иви Коппелхас. С 2005 года он сократил объём работы в Королевском Тиррелловском музее, заняв кафедру канадских исследований на факультете биологии в Альбертском университете. С 1986 года Карри был научным руководителем более чем 30 диссертантов в университетах Альберты, Калгари, Саскачевана и Копенгагена.

## Научная работа
Предметом интереса Филипа Карри на протяжении научной карьеры остаются динозавры. Он специализируется по ископаемым провинциального парка Дайносор в Альберте, а также в целом по ископаемым мелового периода, являясь одним из ведущих мировых специалистов в этой области. Особо его интересуют эволюция плотоядных теропод, а затем птиц. Среди его находок — наглядно показывающие происхождение птиц от динозавров оперённые тероподы Protarchaeopteryx и Caudipteryx, обнаруженные в Китае. Известны также работы Карри, посвящённые следам динозавров и процессу их роста, в том числе окаменелым эмбрионам утконосых динозавров, найденным в Южной Альберте. Кроме того, Карри занимается моделированием стадного поведения и миграций рогатых динозавров, в частности, центрозавров и пахицефалозавров (эти темы слабее обоснованы фактическим материалом, и поэтому соответствующие публикации появляются чаще в популярных СМИ, чем в научных публикациях автора).
С конца 1980-х годов Карри является активным участником Канадско-Китайского проекта по динозаврам — первого активного совместного проекта западных и китайских биологов с первых лет XX века. Это сотрудничество, в частности, позволило описать новый таксон анкилозавров — Pinacosaurus. Карри был основным руководителем или соруководителем палеонтологических экспедиций в Альберте, Британской Колумбии, Арктике и Антарктике, Аргентине, Китае, Монголии, Австралии и на Мадагаскаре. С начала 1980-х годов он дал научные названия не менее чем 25 таксонам динозавров и более ранних позвоночных. В общей сложности Филипом Карри опубликовано свыше 150 статей в научных журналах и сборниках, 140 научно-популярных статей и 15 книг.

## Награды и звания
- Орден Превосходства Альберты[англ.] (2010)[7]
- Золотая медаль Королевского канадского географического общества (2012)[8]
- Медаль Стефанссона Канадского отделения Клуба первооткрывателей[5]
- Почётный доктор Университета Калгари (2008)[3]
- Член Зала славы Эдмонтона (2019)[9]

Карри — член Королевского общества Канады, Королевского канадского географического общества и Клуба первооткрывателей. Его имя включено в списки ведущих учёных Канады журналом Time в 2003 году и журналом Canadian Geographic в 2015 году. В честь учёного назван Музей динозавров им. Филипа Карри в северной Альберте. Его имя также привоено трём таксонам ископаемых животных.